# Qikirtakutaaq Island
Qikirtakutaaq Island är en ö i Kanada.   Den ligger i territoriet Nunavut, i den östra delen av landet, 1 700 km nordost om huvudstaden Ottawa. Arean är 5,5 kvadratkilometer.
Terrängen på Qikirtakutaaq Island är platt. Öns högsta punkt är 113 meter över havet. Den sträcker sig 3,9 kilometer i nord-sydlig riktning, och 3,4 kilometer i öst-västlig riktning.